# Johnny Tsunami
Johnny Tsunami (1999) – amerykański film familijny.
Polska premiera filmu odbyła się na TVP2. Obecnie jest emitowany za pośrednictwem kanału Disney XD, a od 4 września także na Disney Channel.

## Fabuła
Johnny Kapahala mieszka z rodziną na Hawajach. Jego dziadek jest legendą surfingu, co chce osiągnąć także on, ale jego ojciec otrzymuje propozycję pracy w stanie Vermont.

## Obsada
- Brandon Baker jako Johnny Kapahala
- Lee Thompson Young jako Sam Sterling
- Kirsten Storms jako Emily
- Mary Page Keller jako Melanie
- Zachary Bostrom jako Brett
- Steve Van Wormer jako Randy
- Yuji Okumoto jako Pete
- Gregory Itzin jako dyrektor Pritchard
- Cylk Cozart jako sierżant Sterling
- Gabriel Lugue jako Matt
- Taylor Moore jako Jake
- Anthony DiFranco jako Eddie
- Noah Bastian jako Aaron
- Anne Sward jako panna Arthur

## Wersja polska
Wersja polska: Sun Studio Polska

Reżyseria: Grzegorz Pawlak

Dialogi: Aleksander Jaworowski

Wystąpili:
- Kajetan Lewandowski – Johnny „Pono” Kapahala
- Grzegorz Pawlak – Johnny „Tsunami” Kapahala
- Andrzej Ozga – Pete Kapahala
- Joanna Węgrzynowska-Cybińska – Melanie Kapahala
- Wojciech Rotowski – Jake
- Izabela Dąbrowska –
  - Panna Arthur,
  - Kucharka
- Justyna Bojczuk – Emily
- Rafał Kołsut – Brett
- Jarosław Boberek – Dyrektor Pritchard
- Grzegorz Drojewski – Sam Sterling
- Paweł Szczesny – Sierżant Sterling
- Łukasz Talik – Randy
- Karol Wróblewski
- Robert Tondera
- Mateusz Narloch
- Adam Pluciński
- Piotr Deszkiewicz
- Bartosz Martyna
- Joanna Borer
- Bożena Furczyk
- Milena Suszyńska
- Kamil Kula

Lektor: Paweł Bukrewicz